# 双日新都市開発
双日新都市開発株式会社（そうじつしんとしかいはつ）は、日本の不動産会社。旧日商岩井系で、双日グループに属する。

## 事業内容
不動産仲介、個人向け・法人向け不動産の販売受託、住宅リフォームなど。

## 沿革
- 1995年 - 日商岩井住宅販売株式会社設立
- 2000年 - 日商岩井リアルネット株式会社に商号変更
- 2002年 - 日商ニチメンリアルネット株式会社に商号変更
- 2004年 - 双日リアルネット株式会社に商号変更
- 2010年 - 双日商業開発のショッピングセンター事業を継承
- 2012年 - 双日のマンション開発事業を承継し双日新都市開発株式会社に商号変更
- 2014年 - ショッピングセンター事業を双日商業開発に再分割[1]